# Eleocharis spiralis
Eleocharis spiralis är en halvgräsart som först beskrevs av Christen Friis Rottbøll, och fick sitt nu gällande namn av Johann Jakob Roemer och Schult.. Eleocharis spiralis ingår i släktet småsäv, och familjen halvgräs. Inga underarter finns listade i Catalogue of Life.